# Markus Rost
Markus Rost est un mathématicien allemand qui travaille à l'intersection de la topologie et de l'algèbre. Il a été conférencier invité au Congrès international des mathématiciens en 2002 à Pékin, en Chine. Il est professeur à l'université de Bielefeld.
Markus Rost est connu pour ses travaux sur les variétés de norme (en) (un élément clé dans la démonstration de la conjecture de Bloch-Kato (en)) et pour l'invariant de Rost (en) (un invariant cohomologique à valeurs dans la cohomologie galoisienne de degré 3). Avec Jean-Pierre Serre, il est l'un des fondateurs de la théorie des invariants cohomologiques des groupes algébriques linéaires. Il a également apporté de nombreuses contributions à la théorie des torseurs, des formes quadratiques, des algèbres centrales simples, des algèbres de Jordan (l'invariant de Rost-Serre), des groupes exceptionnels et de la dimension essentielle.[réf. nécessaire] La plupart de ses résultats ne sont disponibles que sur sa page web.
En 2012, il est élu membre de l'American Mathematical Society.